# Pseudopterogorgia torresia
Pseudopterogorgia torresia är en korallart som först beskrevs av Wright och Studer 1889.  Pseudopterogorgia torresia ingår i släktet Pseudopterogorgia och familjen Gorgoniidae. Inga underarter finns listade i Catalogue of Life.